# Dactylopsila tatei
L'opossum striato di Tate (Dactylopsila tatei Laurie, 1952) è un marsupiale arboricolo della famiglia dei Petauridi. Deve il nome al celebre zoologo statunitense George Henry Hamilton Tate.

## Descrizione
L'opossum striato di Tate ricorda moltissimo nell'aspetto gli esemplari della sottospecie nominale di opossum striato grande (Dactylopsila trivirgata trivirgata). I disegni bianchi e neri su testa e dorso sono molto simili a quelli presenti in quest'ultimo, e la striscia mediana appare un po' più scura delle due laterali. I peli che ricoprono le zampe, sia anteriori che posteriori, sono biancastri. Si differenzia da D. trivirgata per l'assenza della grande macchia nera sul mento e per la coda più corta che, sul lato dorsale, presenta unicamente pochi o punti peli grigi vicino alla base. Sul lato ventrale la transizione tra peli grigi e neri avviene a circa 70-80 mm dalla base. L'estremità della coda è bianca. Il cranio è molto simile a quello di D. trivirgata, ma è più piccolo. La lunghezza testa-corpo è di 183-213 mm nelle femmine e di 173-210 mm nei maschi; quella della coda è, rispettivamente, di 262-274 e di 265-286 mm.

## Biologia
L'opossum striato di Tate conduce vita notturna e arboricola nelle foreste pluviali tropicali primarie. Durante il giorno rimane nascosto nel proprio riparo, un nido fatto di foglie secche situato nella cavità di un albero. La dieta è composta per lo più da insetti, frutta e foglie.

## Distribuzione e habitat
Questa specie poco conosciuta è endemica di Fergusson, una delle isole appartenenti all'arcipelago di D'Entrecasteaux (Papua Nuova Guinea). Tutte le testimonianze riguardo alla sua presenza provengono dalle montagne nell'ovest dell'isola, ad altitudini comprese tra i 600 e i 1000 m; è probabile che l'areale della specie sia ristretto a quest'unica zona.

## Conservazione
Sulla Lista Rossa della IUCN l'opossum striato di Tate viene classificato come specie «in pericolo» (Endangered), dal momento che è noto unicamente a partire da pochi esemplari (l'ultimo dei quali catturato nel 2003). I fattori che minacciano questa specie non sono noti, ma probabilmente tra essi figura la distruzione dell'habitat per far spazio a terreni coltivati.